# Dalian Renzhiye Zuqiu Julebu
Il Dalian Renzhiye Zuqiu Julebu (大连人足球俱乐部S), noto anche come Dalian Professional o Dalian Pro, era una società calcistica con sede a Dalian che militava nella Chinese Super League, la prima serie del calcio cinese.

## Denominazione
- Dal 2009 al 2015: Dalian A'erbin Zuqiu Julebu (大连阿尔滨足球俱乐部S; Dalian Aerbin Football Club)
- Dal 2016 al 2019: Dalian Yifang Zuqiu Julebu (大连一方足球俱乐部S; Dalian Yifang Football Club)
- Dal 2020 al 2024: Dalian Renzhiye Zuqiu Julebu (大连人职业足球俱乐部S; Dalian Professional Football Club)

## Storia
Il Dalian A'erbin Zuqiu Julebu venne fondato il 20 settembre 2009 dal Dalian Aerbin Group Co. Ltd., e il ruolo di presidente viene affidato all'ex calciatore cinese Li Ming.
L'ex denominazione del club Aerbin deriva dalla lingua manciù e significa letteralmente luogo con l'acqua; Aerbin è anche il nome di una piccola cittadina nel Distretto Jinzhou di Dalian in cui il Dalian Aerbin Group Co. Ltd. è locato.

La squadra esordisce in manifestazioni nazionali nel 2010 partendo dalla Chinese League Two, equivalente alla terza divisione del calcio cinese. Ottiene la promozione in seconda divisione al primo tentativo, e l'anno successivo si ripete vincendo la Chinese League One. Dal 2012 gioca in Chinese Super League.
Il 30 novembre 2012 la compagnia proprietaria del club compra il Dalian Shide Football Club e lo unisce con l'attuale squadra. Nel 2016 assume la denominazione Dalian Yifang Zuqiu Julebu, mentre dal gennaio 2020 il club è chiamato Dalian Renzhiye Zuqiu Julebu.

## Palmarès

### Competizioni nazionali
- China League Two: 1

2010
- China League One: 2

2011, 2017

### Altri piazzamenti
- Coppa della Cina:

Semifinalista: 2013, 2018, 2019, 2023
- China League One:

Terzo posto: 2015

## Organico

### Rosa 2021
| N. |                   | Ruolo | Calciatore       |
| -- | ----------------- | ----- | ---------------- |
| 1  | Cina (bandiera)   | P     | Zhang Chong      |
| 3  | Cina (bandiera)   | D     | Shan Pengfei     |
| 4  | Cina (bandiera)   | D     | Li Shuai         |
| 5  | Cina (bandiera)   | C     | Wu Wei           |
| 7  | Cina (bandiera)   | C     | Zhao Xuri        |
| 9  | Cina (bandiera)   | A     | Shan Huanhuan    |
| 10 | Svezia (bandiera) | A     | Sam Larsson      |
| 11 | Cina (bandiera)   | C     | Sun Guowen       |
| 12 | Cina (bandiera)   | P     | Xu Jiamin        |
| 13 | Cina (bandiera)   | D     | Wang Yaopeng     |
| 14 | Cina (bandiera)   | A     | Huang Jiahui     |
| 15 | Cina (bandiera)   | D     | Zhao Jianbo      |
| 16 | Cina (bandiera)   | D     | Tong Lei         |
| 18 | Cina (bandiera)   | D     | He Yupeng        |
| 20 | Cina (bandiera)   | C     | Wang Jinxian     |
| 21 | Ghana (bandiera)  | A     | Emmanuel Boateng |

| N. |                    | Ruolo | Calciatore       |
| -- | ------------------ | ----- | ---------------- |
| 22 | Cina (bandiera)    | D     | Dong Yanfeng     |
| 24 | Cina (bandiera)    | A     | Tao Qianglong    |
| 25 | Brasile (bandiera) | C     | Jailson          |
| 26 | Cina (bandiera)    | C     | Cui Ming'an      |
| 28 | Cina (bandiera)    | C     | Lin Liangming    |
| 29 | Cina (bandiera)    | C     | Sun Bo           |
| 30 | Svezia (bandiera)  | D     | Marcus Danielson |
| 31 | Cina (bandiera)    | C     | Zheng Long       |
| 32 | Cina (bandiera)    | P     | Ablet Kudirat    |
| 33 | Cina (bandiera)    | D     | Wang Xianjun     |
| 34 | Cina (bandiera)    | A     | Wang Zhen'ao     |
| 35 | Cina (bandiera)    | C     | Wan Yu           |
| 36 | Cina (bandiera)    | P     | Wang Jinshuai    |
| 37 | Cina (bandiera)    | D     | Yang Haoyu       |
| 39 | Cina (bandiera)    | C     | Wang Tengda      |
| 40 | Cina (bandiera)    | C     | Zhu Jiaxuan      |
| 66 | Cina (bandiera)    | C     | Wang Yu          |

### Rosa 2020
| N. |                       | Ruolo | Calciatore       |
| -- | --------------------- | ----- | ---------------- |
| 1  | Cina (bandiera)       | P     | Zhang Chong      |
| 3  | Cina (bandiera)       | D     | Shan Pengfei     |
| 4  | Cina (bandiera)       | D     | Li Shuai         |
| 5  | Cina (bandiera)       | C     | Wu Wei           |
| 7  | Cina (bandiera)       | C     | Zhao Xuri        |
| 9  | Venezuela (bandiera)  | A     | Salomón Rondón   |
| 10 | Svezia (bandiera)     | A     | Sam Larsson      |
| 11 | Cina (bandiera)       | C     | Sun Guowen       |
| 12 | Brasile (bandiera)    | C     | Jailson          |
| 13 | Cina (bandiera)       | D     | Wang Yaopeng     |
| 14 | Cina (bandiera)       | A     | Huang Jiahui     |
| 16 | Cina (bandiera)       | D     | Tong Lei         |
| 17 | Slovacchia (bandiera) | C     | Marek Hamšík     |
| 18 | Cina (bandiera)       | D     | He Yupeng        |
| 20 | Cina (bandiera)       | C     | Wang Jinxian     |
| 21 | Ghana (bandiera)      | A     | Emmanuel Boateng |

| N. |                   | Ruolo | Calciatore       |
| -- | ----------------- | ----- | ---------------- |
| 22 | Cina (bandiera)   | D     | Dong Yanfeng     |
| 23 | Cina (bandiera)   | P     | Li Xuebo         |
| 25 | Cina (bandiera)   | D     | Li Jianbin       |
| 26 | Cina (bandiera)   | C     | Cui Ming'an      |
| 27 | Cina (bandiera)   | C     | Cheng Hui        |
| 28 | Cina (bandiera)   | C     | Lin Liangming    |
| 29 | Cina (bandiera)   | C     | Sun Bo           |
| 30 | Svezia (bandiera) | D     | Marcus Danielson |
| 31 | Cina (bandiera)   | C     | Zheng Long       |
| 32 | Cina (bandiera)   | P     | Xu Jiamin        |
| 33 | Cina (bandiera)   | D     | Wang Xianjun     |
| 35 | Cina (bandiera)   | A     | Zhang Jiansheng  |
| 36 | Cina (bandiera)   | D     | Zhou Xiao        |
| 37 | Cina (bandiera)   | C     | Yang Haoyu       |
| 39 | Cina (bandiera)   | A     | Shan Huanhuan    |
| 40 | Cina (bandiera)   | D     | Zhu Jiaxuan      |